# Paul Wilbur
Paul Robert Wilbur (Jacksonville, Florida; 18 de enero de 1951) es un cantautor, músico y pastor estadounidense que cultiva un estilo musical con letras basadas en el judaísmo mesiánico. Ha producido varios álbumes en diferentes idiomas, predominantemente en inglés y español, bajo el sello de Integrity Music, Hosanna! Music, Epic Records y Venture3Media. También ha realizado tres producciones discográficas en Israel.

## Biografía
De niño su padre le inculcó el gusto por la música, mientras asistían a la sinagoga, así empezó su admiración por la música judía. Obtuvo su Licenciatura en Educación Musical en el Baldwin Wallace College en Cleveland, Ohio (Estados Unidos). Por un año estudió en Milán, Italia, después de graduarse del Baldwin College; en ese año se dedicó a estudiar ópera, italiano y vocalización, y al regresar a Cleveland enseñó música de coros y guitarra en una escuela pública de nivel secundario.
Luego se trasladó a Bloomington, Indiana, para hacer un grado de maestría en vocalización y se convirtió a la fe cristiana evangélica en marzo de 1967. 
Se convirtió al cristianismo evangélico mientras pescaba con un miembro de la iglesia bautista para luego, según su testimonio, ser bautizado con el Espíritu Santo hablando en lenguas por más de 3 horas y comenzar su ministerio de Alabanza y Adoración por toda su vida pidiendo que los cristianos intercedan por Israel.
Junto con Jerry Willians, y Ed Kerr, forman un grupo musical llamado Harvest. Después de grabar por varios años con Benson Records, sintió retornar a sus raíces judías, y fue así como empezó a cantar el género de la música mesiánica cristiana, y formó su banda Israel's Hope,
(una esperanza para Israel), con la discográfica Maranatha Music, con la que viajó por Estados Unidos e Israel por ocho años.
Después se mudó a Washington D. C., junto a su familia, a la vez que asistía a ambas creencias.
Paul Wilbur ha realizado su labor como pastor en iglesias Chicago, en el Midwest Christian Center.
Con la compañía Integrity Incorporated, grabó el disco "Up to Zion" o Celebración en Sion, la mayoría de discos los ha grabado con Hosanna Music. Posteriormente ha grabado 5 álbumes más y en varios idiomas los cuales son conocidos alrededor del mundo.
Actualmente es director de Wilbur Ministries, cuyo fin es llevar el evangelio a judíos y no judíos y realizar actos de ayuda humanitaria médica. Actualmente se congrega en una iglesia de Jacsonville, Florida; en donde reside actualmente.
Ha enfocado su ministerio a la comunidad judía, por medio de sus canciones, que cantan al Mesías de Israel. Paúl Wilbur ha tenido bastantes conversaciones con Mark Morh (vocalista del grupo Christafari ) ya que Mark Morh es descendiente de Judíos por unos de sus bisabuelos.

## Discografía
- Harvest (1979)
- Morning Sun (1981)
- Introducing Israel's Hope (con Israel's Hope) (1986)
- Arise O Lord (con Israel's Hope) (1987)
- Up To Zion (1991)
- Shalom Jerusalem (1995)
- Holy Fire (1997)
- Jerusalem Arise! (1999)
- Fuego Santo (1999) (Versión en español de Holy Fire)
- Levántate Jerusalém (1999) (Versión en español de Jerusalem Arise!)
- Shalom Jerusalém (con Ana Paula Valadão) (2000)
- Celebración En Sión (2000) (Versión en español de Up To Zion)
- Más De Ti (con Don Moen y Aline Barros) (2000)
- Lion of Judah (2001)
- Leon De Juda (2001) (Versión en español de Lion of Judah)
- Pray for the Peace of Jerusalem (2002)
- Levanta-te Jerusalém! (con Cristina Mel) (2002)
- The Watchman (2005)
- El Shaddai (2005) (Versión en español de The Watchman)
- Worship from the Heart of Israel (2006)
- Praise Adonai (2007)
- Live: A Night of Extravagant Worship (2008)
- Desert Rain (2010)
- Lluvia en el Desierto (2010) (Versión en español de Desert Rain)
- Your Great Name (2013)
- Tu Gran Nombre (2013) (Versión en español de Your Great Name)
- Ultimate Collection (2014)
- Colección (2014) (Versión en español de Ultimate Collection)
- Forever Good (2016)
- Por Siempre Fiel (2016) (Versión en español de Forever Good)
- Roar From Zion (2019)
- Desde Sión (2019) (Versión en español de Roar From Zion)
- Selah: Instrumental Worship (2020)
- Shouts of Joy (2023)